# 酒君
酒君（?—?），《日本書紀》中记载的百济王族。
仁德天皇41年（353年，一说相当于百济毗有王二年、428年）三月，倭国派遣紀角宿禰出使百济，分国郡疆場，记录乡土产物。当時百济王族酒君无礼。于是紀角宿禰责备百济王。百济王用铁锁縛住酒君，让他跟随葛城襲津彦去倭国。酒君逃走，藏匿在石川錦織首許呂斯之家，很久之后，仁德天皇赦免了酒君之罪。
仁德天皇43年九月（推定355年，一说相当于百济毗有王四年、430年）、依網屯倉的阿弭古捕得珍鳥，献给仁德天皇。仁德天皇问是什么鸟。酒君回答，这种鳥多在百济，驯服后能跟着人，敏捷飛起捕得其他鳥类。百济人称它为倶知。天皇让酒君驯養。酒君也韋缗系在它的足上，小鈴系在它的尾上，放在腕上，献给天皇。天皇带着到百舌鳥野狩猎，获得雌雉很多。当月，建立鷹甘部，養鷹場所称为鷹飼邑。
《新撰姓氏録》中“右京諸蕃”的刑部氏，「出自百济国酒王也」；“和泉国諸蕃”的「百济公氏」「出自百济国酒王也」；「六人部連氏」，「百济公同祖、酒王之後也」。